# Povirje vzhodno od Bodešč
Povirje vzhodno od Bodešč este o arie protejată (arie specială de conservare — SAC, sit de importanță comunitară — SCI) din Slovenia întinsă pe o suprafață de 4,66 ha, integral pe uscat.

## Localizare
Centrul sitului Povirje vzhodno od Bodešč este situat la coordonatele 46°21′06″N 14°08′33″E / 46.3517°N 14.1426°E.

## Înființare
Situl Povirje vzhodno od Bodešč a fost declarat sit de importanță comunitară în aprilie 2004 pentru a proteja 2 specii de animale. Situl a fost protejat și ca arie specială de conservare în februarie 2012.

## Biodiversitate
Situată în ecoregiunea continentală, aria protejată conține 3 habitate naturale: Mlaștini calcaroase cu Cladium mariscus și specii de Caricion davallianae, Izvoare petrifiante cu formare de travertin (Cratoneurion), Mlaștini alcaline.
La baza desemnării sitului se află mai multe specii protejate de  nevertebrate (2): Austropotamobius torrentium, Coenagrion ornatum.